# ヘドバンギャー!!
「ヘドバンギャー!!」は、BABYMETALの2枚目のインディーズシングル。

## リリース
単独名義では初となるCDシングルであり、2012年7月4日に重音部RECORDSから初回生産限定盤“ヘド”盤（CD+ヘドバン養成コルセット）と通常盤（CDのみ）の2形態で発売された。初回生産限定盤には、7月21日に目黒鹿鳴館で開催されたプレミアムライブ「LEGEND 〜コルセット祭り」の参加応募抽選券が封入されたほか、通常盤のみenhanced CD仕様となっており、特典映像として「BABYMETAL DEATH」が収録されている。

## 音楽性
タイトル曲「ヘドバンギャー!!」
歌詞は15歳の少女の物語を綴ったもので、印象的なフレーズから始まるほか、サウンドは作曲・編曲をNARASAKI（特撮、COALTAR OF THE DEEPERS）が担当し、切ないメロディーのボーカルパートと、スクリームやツーバスの連打が随所に盛り込まれたバックトラックにより、エモさと激しさのある楽曲に仕上がっている。
カップリング曲「ウ・キ・ウ・キ★ミッドナイト」
「ド・キ・ド・キ☆モーニング」の続編とも言える楽曲で、ゆよゆっぺが編曲で参加しており、メタルコアとダブステップの要素を取り入れたサウンドに、ポップなメロディとデスヴォイスによるコールが融合したアッパーチューンとなっている。なお、間奏ではきらきら星のメロディーが使用されている。

## プロモーション
タワーレコード（以下タワレコ）、TSUTAYA、HMVの対象店舗での通常盤の購入者を対象としたリリース記念ライブツアー「ヘドバ行脚ー！！」が大阪と名古屋で行われ、2012年7月7日に難波ROCKETSで、翌日の7月8日にはell.SIZEで開催された。また、タワレコ新宿店の独自企画「NO MUSIC, NO IDOL?」の第13弾コラボレーションポスターに起用されたほか、7月14日にはタワレコの対象店舗での通常盤購入者を対象としたインストアイベント「ウ・キ・ウ・キ☆アフタヌーン」がタワレコ渋谷店B1 STAGE ONEにて開催された。リリースを記念してナタリーによるアニメタルUSAとの対談も企画された。その他、同月にはいくつかのメディアへ露出したほか、エフエム大阪「BUZZ ROCK」にゲスト出演した。

## アートワーク
ジャケット写真は、初回生産限定盤のデザインは、「伝説のコルセット」が祀られている神殿の彫刻をイメージした物となっており、通常盤のデザインは、歌詞に登場するワンシーンをイメージしたという「伝説のコルセット」を首につけた制服姿の少女が、異様な光を放つ紅い月に照らされながら宙に舞うアートワークとなっている。

## 批評
| 専門評論家によるレビュー                 | 専門評論家によるレビュー |
| レビュー・スコア                         | レビュー・スコア         |
| 出典                                     | 評価                     |
| ---------------------------------------- | ------------------------ |
| ローリング・ストーン日本語版（南波一海） | [ 14 ]                   |

音楽ライターの南波一海は『ローリング・ストーン日本語版』で「ヘドバンギャー!!」について、「“ヴウォー”というデス声と“ヘドバン”を連呼するキュートな掛け声のマッチングはこのグループでしか成立しない専売特許。」と評価した。

## ミュージック・ビデオ
「ヘドバンギャー!!」のミュージック・ビデオ（以下MV）は、9mm Parabellum Bulletの「カモメ」のMVで話題となった映像監督の田辺秀伸と振付師のMIKIKOのチームが再度結集して手掛けており、2012年6月20日にYouTube上のトイズファクトリーオフィシャルチャンネルから公開された（11月8日にはBABYMETALオフィシャルチャンネルでも公開）。ストーリーは、主人公の少女（SU-METAL）のもとに天から「伝説のコルセット」が与えられ、突然それが少女の首に装着され、神が降臨したかの如くヘッドバンギング（以下ヘドバン）を繰り返し、少女は「ヘドバンギャー！！」へと変身、ヘドバンの神とシンクロして「扇風機ヘドバン」と「土下座ヘドバン」を繰り広げる、という内容で、視覚的にはBABYMETALのテーマカラーでもある「赤」と「黒」が印象的なゴシック調の映像となっている。

## ライブ・パフォーマンス
「ヘドバンギャー!!」は、ライブでは2012年6月23日にZepp Tokyoで行われたタワーレコード主催のイベント「TOWER RECORDS Presents POP’nアイドル02」で初披露された。また、同曲がダブステップ風にアレンジされたリミックスバージョン「ヘドバンギャー!! -Night of 15 mix-」が存在し、2012年12月20日に赤坂BLITZで開催された「LEGEND“D” SU-METAL聖誕祭」および、2013年12月21日に幕張メッセ イベントホールで開催された「LEGEND“1997” SU-METAL聖誕祭」で披露されている。

## 収録内容（全盤共通）
1. ヘドバンギャー!![注 2]
作詞：EDOMETAL・NAKAMETAL、作曲：NARASAKI、編曲：NARAMETAL[22]
2. ウ・キ・ウ・キ★ミッドナイト
作詞：RYU-METAL・FUJI-METAL・中田カオス、作曲：TEAM-K、編曲：ゆよゆっぺ
3. ヘドバンギャー!!（Air Vocal ver.）
4. ウ・キ・ウ・キ★ミッドナイト（Air Vocal ver.）

## リミックス
前述のリミックスバージョンが存在するほか、2016年には、DJ'TEKINA//SOMETHINGがタイトル曲「ヘドバンギャー!!」をリミックスアルバム『KAWA-EDM』の中でリミックスした。